# Neils Walwin Holm

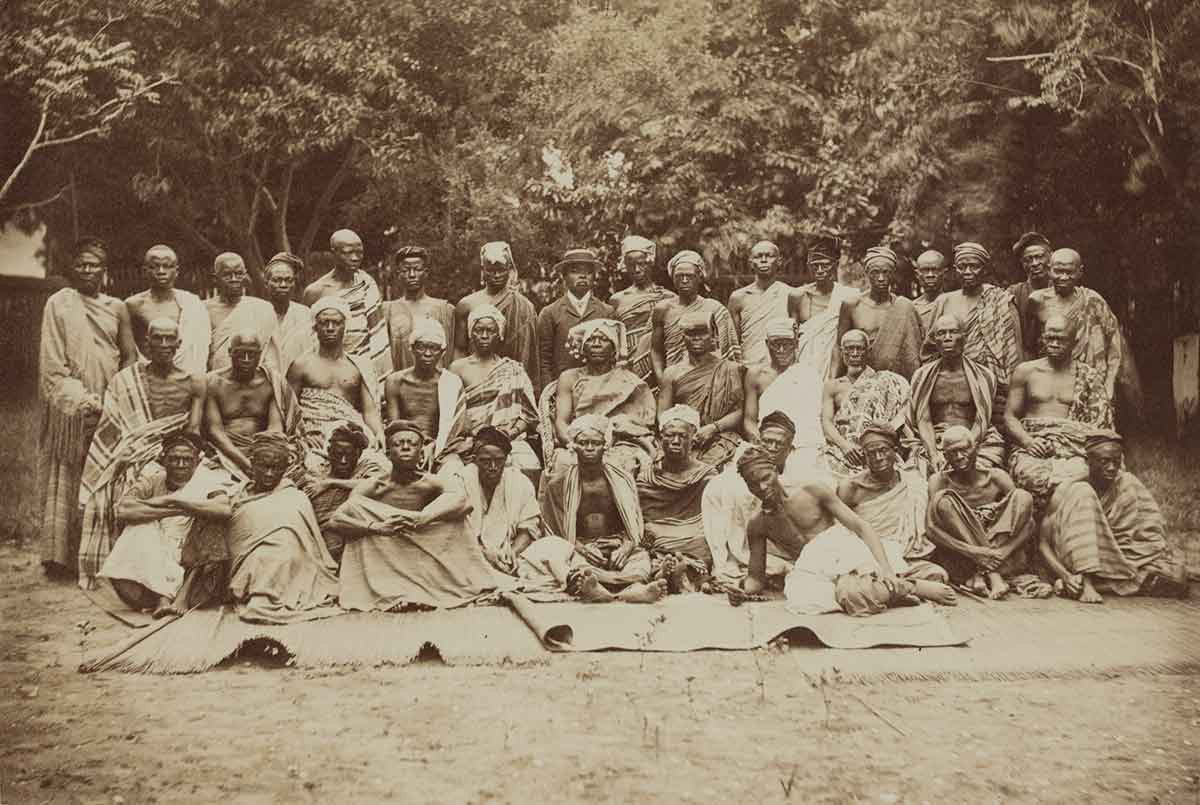
Skupinová fotografie, Accra, asi 1900

Neils Walwin Holm (1866, Zlatonosné pobřeží – 1927) byl západoafrický fotograf a později advokát. Byl „předním fotografem Lagosu v západní Africe v letech 1890–1910“.

## Životopis
Holm se narodil na Zlatonosném pobřeží. Školu opustil v roce 1883 a vyučil se u svých bratranců, kteří byli profesionálními fotografy. Když je opustil v roce 1885, získal pověření od německého obchodníka, který pro něj dovážel fotografické vybavení. S jeho pověřením se mu podařilo zakoupit vybavení a v roce 1886 se přestěhoval do kolonie Lagos.
Tam vybudoval úspěšnou fotografickou firmu a získal první zakázky od koloniální správy. Jako první v kolonii Lagos zavedl suchou desku s použitím desek vyrobených v Ilfordu v Anglii. Oženil se v roce 1890, ačkoli jeho manželka zemřela v roce 1892.
V červenci 1893 Holm poprvé cestoval do Británie, navštívil výstavu Královské fotografické společnosti v londýnském Pall Mall. Po svém návratu do Lagosu ve svých inzerátech vystupoval jako západoafrický zástupce britských výrobců. Udržoval transatlantické spojení pomocí telegrafické kabelové adresy a reklam v britském časopise Practical Photographer. V roce 1895 byl zvolen členem Královské fotografické společnosti a v roce 1896 postoupil na stupeň Fellow.
V roce 1900 se vrátil do Londýna, aby se zúčastnil první panafrické konference. Londýn znovu navštívil v roce 1903.
V roce 1910 se vzdal fotografování a v letech 1910 až 1917 studoval v Middle Temple jako advokát pro soudy v Lagosu.